# Weltvegantag

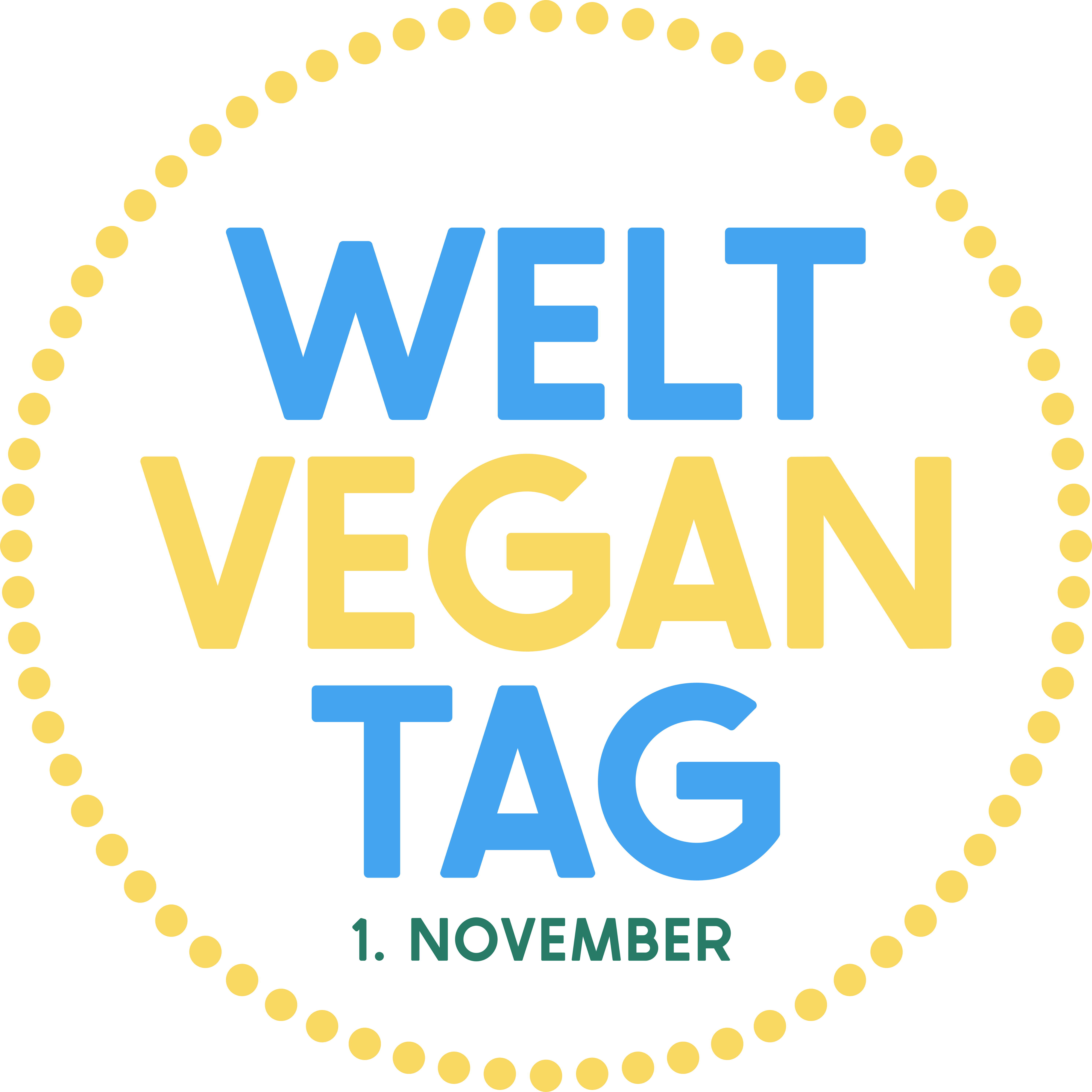
Logo vom Weltvegantag

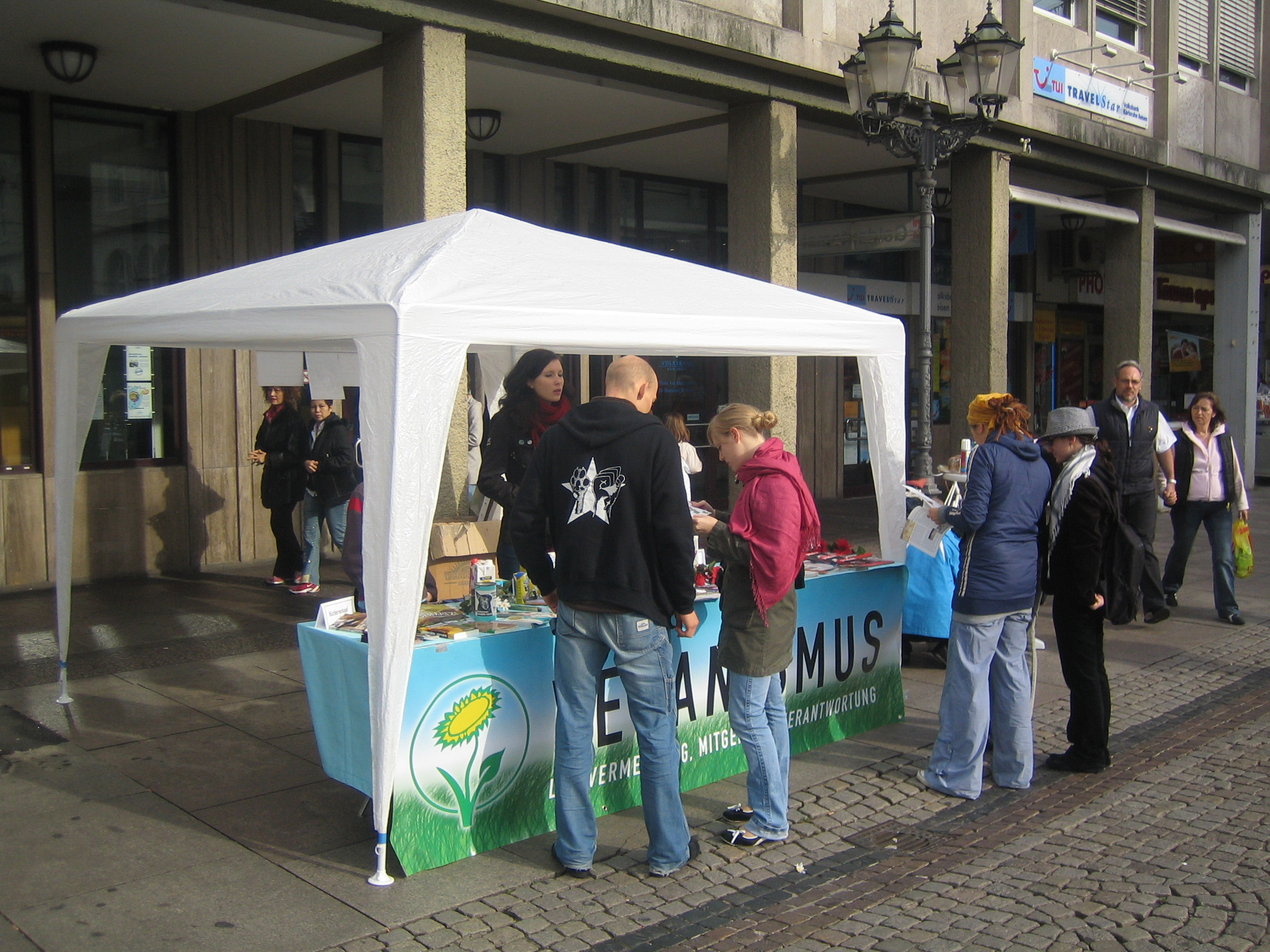
Infostand in Karlsruhe anlässlich des Weltvegantages 2006

Der Weltvegantag (englisch World Vegan Day) ist ein internationaler Aktionstag, der erstmals am 1. November 1994 anlässlich des fünfzigsten Jahrestags der Gründung der Vegan Society stattfand und seitdem jährlich am 1. November gefeiert wird.
Da das genaue Gründungsdatum nicht überliefert und lediglich der November als Gründungsmonat bekannt war, legte die damalige Präsidentin der Vegan Society Louise Wallis den Termin auf den 1. November. Sie begründete dies damit, dass ihr die Überschneidung mit Halloween auf der einen Seite sowie dem Tag der Toten auf der anderen Seite gefiel.
In Deutschland und der Schweiz finden am Weltvegantag mehrere Informationsveranstaltungen und Aktionen statt.